# Wybory prezydenckie w Libanie w 1936 roku

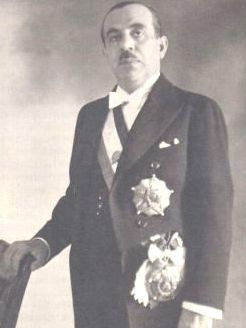
Émile Eddé, dwukrotny prezydent Libanu wybrany w wyborach 1936 roku

Wybory prezydenckie w Libanie odbyły się w styczniu 1936 roku. Prezydentem Libanu został frankofil Émile Eddé, pokonując w głosowaniu Biszara al-Churiego. Wyboru dokonał 66-osobowy parlament.
Wysoki Komisarz Francji ds. Libanu Damien de Martel, powołany w 1933 roku zwrócił parlamentowi część zabranych wcześniej kompetencji (m.in. możliwości wyboru prezydenta) i pozwolił na wybór na to stanowisko.